# Ospedale copto (Il Cairo)
L’Ospedale copto (ar:المستشفى القبطي) è un ospedale del Cairo, fa parte delle strutture sanitarie della Chiesa ortodossa copta nazionalizzato negli anni sessanta.

## Descrizione

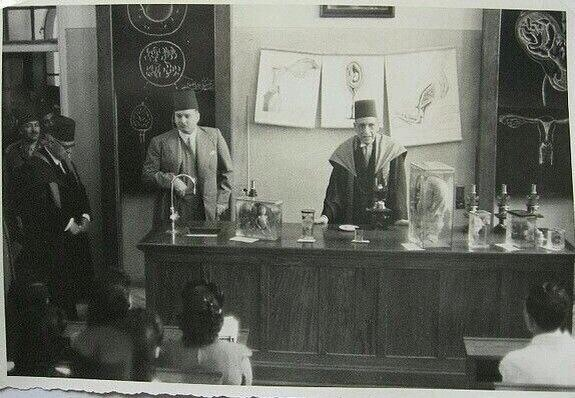
Naguib Pasha Mahfouz alla presenza di re Fārūq I d'Egitto

Fu fondato durante gli anni venti del Novecento dall'associazione di beneficenza Al-Jam'iyyat al-Khayriyyah al-Kibtiyyah Kubra (the Coptic Philanthropic Society) in via Ramses nel distretto di Ezbekiyya. Fra i soci fondatori del progetto nomi illustri della sanità egiziana del tempo, quali il ginecologo Naguib Pasha Mahfouz, il medico El Menyawi Pasha e il chirurgo Guirguis Pasha Antoun.